# Cerco de Ctesifonte (637)
O vitorioso Cerco de Ctesifonte (em persa: تیسفون, cidade conhecida como Almadaim المدائن em árabe) pelo exército Ortodoxo durou por volta de dois meses, de janeiro até março de 637. Ctesifonte, localizada na margem oriental do Tigre, era uma das grandes cidades da Pérsia, a capital imperial dos Impérios Parta e Sassânida. Logo depois da conquista pelos muçulmanos, ruiu o jugo sassânida na região do Iraque.
A cidade era enorme para os padrões da época, medindo por volta de 30 quilômetros quadrados (Roma no século IV tinha 13,7). A única ruína visível hoje em dia é o grande arco chamado Arco de Ctesifonte, localizado na atual cidade iraquiana de Salmã Paque.

## Marcha até Ctesifonte
Depois da decisiva vitória na Batalha de Cadésia, o califa Omar decidiu capturar a capital do Império Sassânida por entender que enquanto ela estivesse sob controle inimigo, um contra-ataque seria questão de tempo. Para levar seu plano adiante, ele ordenou Sade ibne Abi Uacas (Sade), o comandante em chefe muçulmano no Iraque, que marchasse para Ctesifonte.
Em dezembro de 636, Sade, à frente de um exército de 15 000 soldados, seguiu para a capital. O xá sassânida, Isdigerdes III, ao saber da invasão, enviou destacamentos das tropas que conseguiu alistar na capital para as principais fortalezas ao longo do caminho para ganhar algum tempo para reforçar as defesas da capital. Em paralelo, ele reuniu todos os sobreviventes da Batalha de Cadésia na capital. As fortalezas eram Najafe, Burs, Babilônia, Sura, Deir Cabe, Cusa e Sabat.
O exército muçulmano marchava dividido em quatro corpos comandados por Abedalá ibne Almotim, Xurabil ibne Sinte, Haxim ibne Utba e Calide ibne Arfata, a quem ele se juntou. Uma forte vanguarda, composta integralmente de forças de cavalaria e comandada por Zura ibne Hauia, recebeu ordens de seguir à frente para lidar com estes destacamentos. E, caso se deparasse com alguma concentração de forças sassânidas, Zura deveria esperar a chegada do exército principal, que marchava confortavelmente logo atrás.
A primeira conquista foi Najafe e lá a vanguarda esperou a chegada do exército. Dali, Zura e seus homens cruzaram o Eufrates e seguiram até Burs, na margem ocidental do rio Hila, um braço do Eufrates, onde uma pequena força sassânida resistia, em minoria, foram vencidos e forçados a recuar para Babilônia. Novamente Zura esperou a chegada do exército, desta vez em Burs. O estágio seguinte era Babilônia, uma cidade fortificada onde ele sabia que uma grande concentração de forças sassânidas o esperava. A cidade ficava do outro lado do Eufrates e era estrategicamente importante por que guardava a passagem ao Sauade, as terras que ficam entre o Eufrates e o Tigre. Em meados de dezembro de 636, os muçulmanos cruzaram o Eufrates e acamparam do lado de fora de Babilônia. Os sassânidas, comandados por Ferzã, Hormuzã, Mirranes e Naquerzã não conseguiram se entender entre si e não foram capazes de preparar uma defesa decente. Hormuzã e suas forças preferiram recuar para sua província natal de Avaz e, ao vê-lo partindo, os demais generais também recuaram para o norte. Depois que os exércitos persas se retiraram, os cidadãos de Babilônia se renderam sem luta e foram poupados depois de pagar a costumeira jizia. Alguns também se ofereceram para lutar contra os sassânidas no exército muçulmano e deram muitas informações úteis sobre a disposição das forças sassânidas aos invasores. Diz-se inclusive que alguns engenheiros babilônios foram encarregados de construir pontes e estradas para os muçulmanos.
Enquanto o exército principal esperava em Babilônia, Zura recebeu ordens de perseguir os persas que recuavam de Babilônia antes que eles pudessem se encontrar em algum outro lugar para preparar uma resistência conjunta. Suas forças encontraram os persas perto de Sura e os atacaram pela retaguarda, destruindo-os completamente. Os poucos sobreviventes recuaram para Deir Kabe com Zura em perseguição. Depois de nova vitória, a cidade foi ocupada e a população também pagou o resgate. Zura esperou a chegada do exército e, no início de 637, suas forças seguiram para Cusa, a apenas 15 quilômetros de Ctesifonte e onde as forças persas prepararam a defesa final contra o avanço muçulmano para dar tempo à capital de se proteger. Depois de mais uma vitória, os muçulmanos conquistaram a cidade.
Na segunda semana de janeiro de 637, o exército chegou a Sabat, a dez quilômetros de Ctesifonte, que não não tinha tropas e se rendeu rapidamente.

## Cerco de Bahrseer

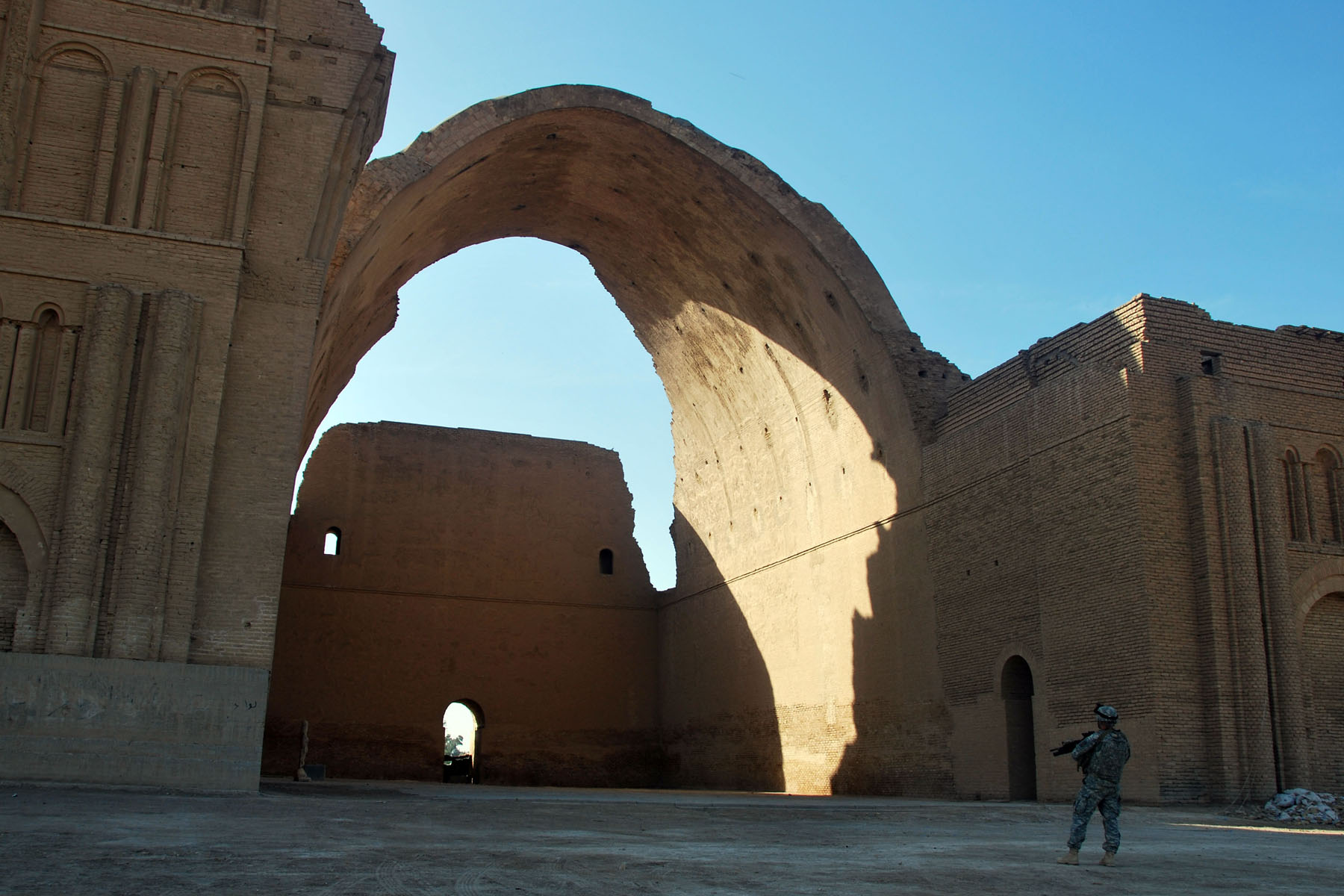
Arco de Ctesifonte, o arco em ruínas que é a única estrutura existente em Ctesifonte. Construído por Cosroes II depois da Guerra Lázica em 540, era parte do palácio imperial persa e serviu como mesquita depois da conquista muçulmana em 637.

Ctesifonte era muito grande e era na verdade uma conglomeração de várias cidades menores. Almadaim, o nome árabe da cidade, significa "cidades". O nome da cidade que tomava a margem ocidental do Tigre era "Bahrseer".
Isdigerdes III esperava que os muçulmanos chegassem primeiro ali e, por conta de seu plano de atrasar a marcha muçulmana, teve tempo suficiente para escavar um fosso circundando toda Bahrseer. Quando a vanguarda muçulmana se aproximou, a guarnição na cidade iniciou um ataque com balistas e catapultas, obrigando-os a recuar.
O cerco começou em janeiro e se arrastou por dois meses. Apesar de ter suas linhas de suprimentos terem sido cortadas, a cidade ainda podia ser abastecida por Ctesifonte, na outra margem do rio. Foi neste ponto que os muçulmanos fizeram uso pela primeira vez de armas de cerco construídas pelos engenheiros persas que aceitaram os novos mestres.
Em algum momento em março de 637, a guarnição da capital montou um poderoso ataque que objetivava levantar o cerco completamente. As crônicas muçulmanas contam uma interessante história sobre o duelo entre o comandante Haxim e um leão. Segundo os relatos, as forças sassânidas eram encabeçadas por um leão que fora especialmente treinado para a guerra, que rapidamente avançou em direção das linhas muçulmanas espantando os cavalos, que fugiram assustados. Conta-se que Haxim ibne Utba correu em direção do animal e deu-lhe um golpe tão bem aplicado que ele imediatamente caiu morto. Sade, o comandante-em-chefe do exército, impressionado, deu-lhe um beijo na testa pelo seu heroísmo.
Não se sabe ao certo quem comandava o exército sassânida, mas as crônicas muçulmanas relatam que seu comandante foi morto num duelo por Zura. Mais tarde, ele próprio foi atingido por uma flecha e o "herói da marcha a Ctesifonte" morreu. Quando o combate estava decidido em favor dos muçulmanos, um emissário persa veio até o acampamento de Sade para entregar uma mensagem do imperador. Segundo as crônicas, ele teria dito:
| “ | Nosso imperador pergunta se seria aceitável uma paz na condição de o Tigre ser a fronteira entre vocês e nós de modo que tudo o que estiver a oriente do Tigre permaneça nosso e o que quer que vocês tenham ganho do lado ocidental seja vosso. E se isso não satisfizer sua gana por terras, então nada o fará. | ” |
|   | — Isdigerdes III. |   |

Saad, porém, insistiu na tradicional jizia ou a espada. Os sassânidas preferiram a espada.
Com Ctesifonte preparada para se defender, as forças sassânidas e os residentes de Bahrseer recuaram para lá no dia seguinte, destruindo todas as pontes atrás de si. Eles também levaram embora todos os barcos que haviam na margem ocidental e os ancoraram na oriental. Já guardada pelo lado sul pelo próprio Tigre, a cidade também contava com um fosso circundando todo seu perímetro. Com estes arranjos, Isdigerdes acreditava que seria capaz de resistir ao ataque até conseguir reforços vindos de outras províncias. Os muçulmanos ocuparam Bahrseer, que agora era uma cidade-fantasma.

## Queda de Ctesifonte

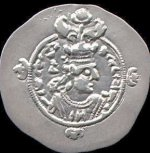
Isdigerdes III, o último xá sassânida

Depois da ocupação de Bahrseer, apenas o Tigre, com quase um quilômetro de largura, estava entre os muçulmanos e Ctesifonte. Em plena cheia, não havia como cruzá-lo sem as pontes e sem os barcos. As forças sassânidas eram comandadas pelos generais Mirranes e Farruquezade, o irmão de Rustã Farruquezade, que foram morto na batalha em Cadésia.
Contudo, desertores persas mostraram um local mais abaixo onde o rio podia ser cruzado, mas Sade estava inseguro. Na manhã seguinte, ele pediu que voluntários tentassem cruzá-lo montados a cavalo. Primeiro, um bando de seiscentos cavaleiros voluntários liderados por Acim ibne Anre tentou a passagem, mas um destacamento de cavalaria sassânida também se lançou no rio para impedi-la e uma batalha foi travada ali mesmo. Os muçulmanos conseguiram subjugar os sassânidas e chegaram na outra margem. Ao primeiro grupo logo se seguiram outros regimentos. Uma vez na margem oriental, é provável que os cavaleiros tenham conseguido barcos para transportar a infantaria. Como eram poucos e estavam mal armados, as forças sassânidas evacuaram Ctesifonte. Os muçulmanos encontraram a cidade praticamente vazia, sem comércio e sem nenhum persa à vista. Caiu assim a capital sassânida, sem resistência e sem combates.

## Resultado
Depois de ocupar a cidade, Sade  anunciou uma anistia a todos os persas que ali permaneceram. Ele se mudou para o palácio imperial e ali estabeleceu seu quartel-general. O grande pátio do palácio foi imediatamente convertido numa mesquita.
O imperador Isdigerdes III fugiu para Hulvã levando consigo a maior parte do tesouro imperial e tudo mais que conseguiu carregar. Sade enviou duas colunas em diversas direções para subjugar os focos de resistência persas e conseguiu juntar um enorme espólio. As forças muçulmanas seguiram sua marcha para leste e chegaram até o Cuzistão, mas foram atrasadas por uma severa seca na Arábia em 638 e por uma epidemia de peste no sul do Iraque e na Síria no ano seguinte.
O califa Omar então decidiu dar uma pausa nas guerras para lidar com o território já conquistado e decidiu suspender a ofensiva. Segundo as crônicas, ele teria dito:
| “ | Eu gostaria que houvesse uma montanha de fogo entre nós e os persas para nem eles conseguissem chegar até nós e nem nós, até eles. | ” |
|   | — Califa Omar. |   |

Os sassânidas continuaram a luta para conquistar o território perdido. Contudo, os persas foram finalmente esmagados na Batalha de Niavende em dezembro de 641. Isdigerdes III, o último xá sassânida, foi assassinado em 651, já no reinado do califa Otomão, e o Império Sassânida deixou de existir.